# Kenneth May
Kenneth May   (Portland, 8 de juliol de 1915 - Toronto, 1 de desembre de 1977), conegut pels seus amics i familiars com Ken May, va ser un matemàtic, economista i historiador de les matemàtiques estatunidenc.

## Vida i Obra
El seu pare, Samuel May era un advocat de Portland que, després de participar en la Primera Guerra Mundial, va ser professor de ciències polítiques a la universitat de Berkeley a partir de 1921. El jove Kenneth May va fer els estudis secundaris a diferents institucions educatives de Berkeley fins al 1932 quan va ingressar a la universitat de Berkeley per estudiar ciències econòmiques. La seva mare va morir en una explosió domèstica el 1935.
A la universitat es va graduar el 1936 en economia i matemàtiques i l'any següent va obtenir el màster. Des del començament dels seus estudis va ser afiliat del Partit Comunista dels Estats Units d'Amèrica, qüestió que li va portar problemes familiars amb el seu pare i polítics amb les autoritats del Comitè d'Activitats Antiamericanes. El 1937, un cop obtingut el màster, va iniciar els estudis de recerca pel doctorat sobre les condicions econòmiques, socials i polítiques europeees al Institute of Current World Affairs, que el van portar a estudiar a Londres, Rússia i París. El 1939, retornat a Berkeley, va ser professor ajudant a la universitat fins que el 1941 va ser acomiadat al·legant que les seves creences polítiques eren incompatibles amb la posició de la universitat.
El 1942, després de divorciar-se de la seva primera esposa, es va allistar a l'exèrcit dels Estats Units d'Amèrica, combatent durant la Segona Guerra Mundial a les illes Aleutianes i a Itàlia, aconseguint el grau de tinent i, després de la victòria, fent de professor a un centre d'estudis de Florència. El 1946, retornat als Estats Units, va ser professor del Carleton College de Northfield (Minnesota) en el qual va romandre fins al 1966 quan es va traslladar a la universitat de Toronto on va morir sobtadament el 1977.
Els primers treballs de recerca de May van ser en el camp de l'economia matemàtica i, més concretament, en la teoria de l'elecció social, en la qual va establir el 1952 l'avui conegut com teorema de May que estableix que, per a una decisió entre només dues alternatives, la regla de la majoria simple és l'única regla que satisfà quatre requisits desitjables (no restricció de preferències, tracte igualitari de tots els votants, neutralitat envers els altres i respecte de l'ordre de preferència).
A partir dels anys 1960`s el seu treball es va anar inclinant per la història de les matemàtiques, camp en el que va desplegar un gran nombre d'iniciatives com la fundació del Institute for History and Philosophy of Science and Technology de la universitat de Toronto, la presidència de la Comissió Internacional d'Història de les Matemàtiques (que va co-fundar ell mateix amb Adolf Iuixkévitx i René Taton) i, en fi, la fundació i edició de la revista Historia Mathematica fins al dia de la seva mort.
La seva obra va ser ingent i així ho acrediten les gairebé tres-centes publicacions que va fer al llarg de la seva vida. Entre elles cal destacar els treballs bibliogràfics i d'indexació que va dur a terme (o va engegar) per servir una comunitat (la dels historiadors de les matemàtiques) que estava en franc creixement.